# Basketball-Gemeinschaft Karlsruhe
Il B.G. Karlsruhe era una società cestistica con sede a Karlsruhe, in Germania. Fondata nel 1993, giocava nel campionato tedesco.
Disputava le partite interne nella Europahalle Karlsruhe, che ha una capacità di 4.800 spettatori.

## Cestisti
- Pavel Frána 2003-2004